# Матауа
Ма̀тауа (на английски: Mattawa, буквени символи за произношение  Архив на оригинала от 2018-12-26 в Wayback Machine.) е град в окръг Грант, щата Вашингтон, САЩ. Матауа е с население от 2609 жители (2000) и обща площ от 1,3 km². Намира се на 234 m надморска височина. ЗИП кодът му е 99349, а телефонният му код е 509.